# Epigenética en insectos
La epigenética en insectos es el papel que la epigenética (características heredables que no involucran cambios en la secuencia del ADN) realiza con los insectos.
Los mecanismos de epigenética son mecanismos de regulación, que cambian el nivel de expresión de genes. Varios mecanismos son considerados epigenéticos, incluyendo la metilación del ADN, modificaciones de histonas y la no codificación de ARN. La epigenética juega un papel importante en procesos como el desarrollo, formación de aprendizaje y memoria, envejecimiento, enfermedades, diferencia de células y la deficiencia de genomas.

## Metilación de ADN
La metilación de ADN es un mecanismo epigenético. Es una modificación de ADN en donde los grupos metileno son atacados por citosina. Esta modificación se determina por la metiltranferencia de ADN (Dnmts por el inglés DNA methyltransferases). Hasta ahora se conocen tres tipos de metiltransferencias en mamíferos. Estas Dnmts también están presentes en los insectos, aunque varían dependiendo de los tipos de especie de insectos. Todavía es un tema a discutir cuál es el papel específico de la Dnmts en los insectos, ya que algunos insectos como Drosophila melanogaster solo tiene trazas de Dnmts en sus genomas y en general los genomas de los insectos tienen mucha menos metilación a comparación de los genomas de mamíferos (0.034% vs 7.6% en Mus musculus) En comparación de diferentes especies de insectos y sus niveles de metilación correspondientes, hay una clara relación entre el giro de célula y la Dnmts, pero no entre el tamaño del genoma o el número de secuencias y la Dnmts

### En abejas

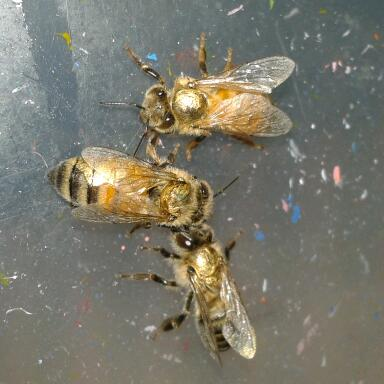
Abejas (Apis mellifera) Marcadas con color después de la eclosión.

Las abejas (Apis mellifera) poseen genomas homólogos a tres Dnmts conocidas en los mamíferos. Pero dependiendo del mamífero puede poseer dos o una Dnmts correspondiente al mamífero. La metilación de ADN predominantemente ocurre en regiones de codificación en las abejas. La función de la metilación de ADN en abejas de miel es para tener una alternativa de gen que concuerde.

#### Desarrollo
La metilación de ADN juega un papel importante en las abejas el desarrollo de reparto y subdivisión. En las abejas hay dos divisiones primordiales que son obreras y reinas. Ellas son genéticamente iguales, pero muestran morfología, psicología, y comportamiento diferentes. Entre las trabajadoras hay dos subdivisiones que son enfermeras y recolectoras. La subdivisión a la que pertenece la abeja obrera depende de su edad. Los patrones de metilación entre reinass y obreras, y entre enfermeras y recolectoras es diferente. La metilación de ADN también incrementa en las que trabajan con larvas con la edad, especialmente en regiones de codificación y las Islas CpG. Si la metiltransferencia de ADN 3 es anulada la larva se desarrolla como reina, Mientras que las demás se vuelven obreras.

#### Aprendizaje asociativo
Usando la inhibición de cebularina de la Dnmts, el papel de la Dnmts durante el desarrollo de aprendizaje y memoria ha sido estudiado. Si la Dnmts es inhibida durante un paradigma de aprendizaje asociativo, en donde la abeja es entrenada para asociar una orden con una recompensa de comida, las órdenes específicas se asocia con deterioro de la memoria a largo plazo de las abejas, causando la extinción de la memoria.  La formación de memoria a corto plazo y la adquisición no son afectadas por la  inhibición de Dnmts.

### En moscas de la fruta
La mosca de la fruta D. melanogaster posee solo una metiltransferasa de ADN, que es similar a Dnmts-2, pero no se conoce mamíferos con Dnmts-2. Sin embargo en Drosophila un desgaste de Dnmts-2 es suficiente para agotar la metilación de ADN por completo y añadir más causa una hipermetilación de ADN. Sin embargo las líneas deficientes de Dnmts-2 conservan la metilación genómica, lo que implica la presencia de una nueva metiltransferasa.